# 에스토니아의 로마 가톨릭교회
역사적으로 에스토니아에 기독교 신앙이 전해진 것은 13세기 초, 독일의 튜튼 기사단을 통해서였다. 그러나 일부 고고학자들은 튜튼 기사단의 정복이 있기 수세기 전에 이미 기독교 신앙이 에스토니아에 전해졌다고 주장하고 있다. 실제로 에스토니아에서 발굴된 십자가나 금속 재질의 책표지 같은 고고학적 유물들을 볼 때, 에스토니아의 일부 지역에서는 예전부터 기독교가 전파되어 있음을 암시하고 있다.
에스토니아 전체가 정복된 것은 1227년이며, 그로부터 16세기까지 에스토니아는 가톨릭 영주들에 의해 분할 통치되었다. 리보니아 전쟁 기간 중에 중세 에스토니아는 스웨덴에 정복당했는데, 처음에는 북부 지역만 빼앗겼으나, 나중에는 남은 남부마저 정복당했다. 스웨덴 통치기간(1561년-1710년) 동안 에스토니아에서는 루터교만이 국교로 인정되었으며, 가톨릭 신앙은 엄격하게 금지되었다.
대북방 전쟁에서 스웨덴은 러시아에게 에스토니아를 빼앗겼으며, 러시아는 1710년부터 1918년까지 에스토니아를 식민 통치했다. 러시아 황제들은 발트-독일 지역에 거주하는 에스토니아 귀족들에게 종교의 자유를 포함하여 상당히 많은 특혜를 주었다. 18세기에 폴란드와 리투아니아로 이주한 에스토니아의 귀족들은 발트 지역에서 자신들의 루터주의를 존속시키기 위해 러시아 황제로부터 받은 이 특혜를 이용하였다. 그로부터 약 백년 후인 1786년 1월 18일 에스토니아 땅에서 가톨릭교회의 미사 성제가 처음으로 봉헌되었다. 당시 미사에는 삼백 명의 에스토니아인 가톨릭 신자들이 참례하였다고 한다. 이 때를 시발점으로 에스토니아에서 가톨릭교회가 부흥하기 시작하였다. 1845년 12월 26일, 탈린에 가톨릭교회의 성당이 세워졌으며, 뒤이어 1899년에는 타르투에도 가톨릭 성당이 세워졌다.
1918년 에스토니아가 독립을 쟁취했을 때, 에스토니아 국민들은 완전한 종교의 자유를 얻었다. 교황청과 에스토니아는 1921년 10월 10일 처음으로 관계를 수립하였다. 제2차 세계 대전이 발발했을 당시 에스토니아의 가톨릭 신자는 약 500명을 육박하였다. 1939년 에스토니아는 소련의 침략을 받았다. 소련의 점령기 동안, 단 두 곳만 제외하고 에스토니아의 나머지 모든 가톨릭 성당은 강제로 폐쇄되었다. 소련이 붕괴한 후에 에스토니아는 독립 국가가 되었으며, 1991년 8월 28일 교황청과 다시 관계를 맺게 되었다. 1993년 9월에는 교황 요한 바오로 2세가 교황으로서는 최초로 에스토니아를 사목 방문하였다.
현재 에스토니아에서 가톨릭교회의 교세는 아직까지 미미한 수준이며, 신자 수는 대략 6,000명으로 추산되고 있다. 교구는 아직 설정되지 않았다. 대신에 수도 탈린에 교황청 관리구가 설치되어 에스토니아 교회를 담당하고 있다.